# RBW (azienda)
La RBW (알비더블유?; acronimo di Rainbow Bridge World) è una compagnia di intrattenimento sudcoreana fondata da Kim Jin-woo e Kim Do-hoon. L'azienda possiede diverse sussidiarie, incluse Cloud R, RBW Vietnam, All Right Music, RBW Japan e WM Entertainment.

## Storia
Kim Jin-woo è originariamente il direttore rappresentativo di Music Cube, sussidiaria di Cube Entertainment. Kim Jin-woo era incaricato dell'attività di noleggio della sala prove, per poi espandere il suo business aprendo la AN Bridge, la Rainbow Bridge Academy e la ENB Academy Practical Music Academy, che erano integrate sotto il nome di Modern & Bridge. Il 5 marzo 2010 ha poi fondato la sua prima agenzia OEM, Rainbow Bridge Agency, che opera a formare studenti con un processo simile a una regolare agenzia di intrattenimento, con canto, danza, recitazione, lingua, ecc.
Ad agosto 2011 Hwang Sung-jin (ex produttore di Music Cube) e Kim Do-hoon (ex direttore di Music Cube) si sono aggiunti alla Modern & Bridge di Kim Jin-woo, e hanno intrapreso le posizioni di rappresentatore e direttore rispettivamente.
Nel marzo 2012, Kim Do-hoon si è aggiunta alla società con l'agenzia di musica già fondata di Rainbow Bridge Agency, WA Entertainment.
Il 16 agosto 2012 WA Entertainment ha debuttato insieme a Brand New Music l'hip hop trio Phantom. A dicembre 2012 il duo hip hop Geeks ha firmato un contratto con WA Entertainment.
Il 18 giugno 2014 WA Entertainment ha formato il suo primo gruppo femminile, Mamamoo.
Ad agosto 2014 WA Entertainment ha debuttato la compositrice Esna come solista. Nel settembre 2014 WA Entertainment insieme a TSN Entertainment ha debuttato il duo OBROJECT.
Nel marzo 2015 WA Entertainment si è unita a Rainbow Bridge Agency per creare la compagnia indipendente RBW (acronimo di Rainbow Bridge World). Nel settembre 2015 Yangpa ha firmato un contratto con RBW. Nel settembre 2015 il rapper Basick e Big Tray hanno firmato con RBW.
Nel giugno 2016 Monday Kiz ha firmato con RBW. Il 12 luglio dello stesso anno RBW fa debuttare il gruppo canoro Vromance.
Il 9 giugno 2017 RBW conferma che la rock band M.A.S 0094 si è aggiunta all'agenzia, cambiando il nome della band a MAS.
A giugno 2018 RBW rivela che i MAS avrebbero ri-debuttato sotto il nome di Onewe, e i RBW BOYZ sotto il nome di Oneus.
Nell'ottobre 2018 RBW debutta il solista Jin Ju.
Il 9 gennaio 2019 RBW fa debuttare il boy group Oneus. Il 13 maggio 2019 fa ri-debuttare la sua prima band Onewe.
Nel febbraio 2020 RBW Vietnam fa debuttare i D1Verse, il suo primo gruppo musicale vietnamita sotto un'azienda sudcoreana.
Il 15 marzo 2021 RBW fa debuttare il girl group Purple Kiss.
Il 7 aprile 2021 è stato annunciato che RBW ha acquisito il 70% di WM Entertainment, che è casa di diversi gruppi k-pop come i B1A4, le Oh My Girl e gli ONF. Si uniranno a RBW come sussidaria.
L'11 giugno 2021 RBW annuncia che Wheein non rinnoverà il suo contratto esclusivo con l'agenzia, sebbene continuerà a promuovere con le Mamamoo per le attività di gruppo dato che ha firmato un accordo espanso a partecipare in alcune attività, inclusi gli album ed i concerti, fino a dicembre 2023.

## Organigramma

### Sussidiarie

#### Cloud R
Il 27 maggio 2016 RBW si associa a Lee Seong-yeon per fondare la subunità indipendente. Era casa dei M.A.S 0094, una rock band gestita da Modern Music. La sua gestione è stata trasferita a RBW nel 2017, e la rock band ha ri-debuttato sotto il nome di Onewe nel 2019.

#### All Right Music
All Right Music è una compagnia hip hop indipendente guidata dal rapper Basick e il produttore di RBW Im Sang-hyuk. Istituitasi a marzo 2017, la compagnia è stata messa su da RBW per focalizzarsi sulla scena hip hop. I suoi artisti sono: Big Tray, Marvel J e B.O.

#### RBW Vietnam
Nel 2016 RBW ha fondato una sotto agenzia in Vietnam, co-gestita con Naver, per le audizioni future e la formazione di nuovi artisti nella regione. La compagnia ha introdotto il suo primo artista Jin Ju, uno studente coreano che ha vinto il programma di competizione canora vietnamita Masked Singer nel 2018, con il suo singolo di debutto "Petal", pubblicato sia in coreano che in vietnamita.
RBW ha lanciato la sua priva boy band vietnamita D1Verse nel febbraio 2020. Il gruppo era formato da membri vietnamiti, ed era il primo gruppo musicale in Vietnam ad essere prodotto e gestito da un'azienda k-pop.

#### RBW Japan
Nel 2017 RBW ha fondato una sotto agenzia in Giappone per le audizioni future e la formazione di nuovi artisti nella regione. Nell'ottobre 2018 RBW ha annunciato il debutto giapponese delle Mamamoo, lavorando insieme alla compagnia giapponese Victor Entertainment come suo distributore musicale, seguito dagli Oneus e Onewe nel 2019, distribuiti da Kiss Entertainment e da Gem Records rispettivamente.
Nel 2020 RBW Japan ha annunciato la formazione della band di trainee "RBW JBOYZ", la prima band giapponese sotto la RBW.

#### Modern RBW
Il produttore di RBW Kim Hyun-kyu e la Modern K Music Academy hanno formato una nuova sotto agenzia chiamata "Modern RBW", che mira a promuovere aspiranti artisti per farli diventare popolari con una serie di progetti che consistono nella pubblicazione di singoli.

#### WM Entertainment
Il 7 aprile 2021 RBW ha annunciato di aver acquisito la WM Entertainment, agenzia dei gruppi Oh My Girl, B1A4 e ONF. Le due compagnie mirano al creare sinergia attraverso una stretta cooperazione. Con questa acquisizione, WM Entertainment opererà come una compagnia indipendente di RBW e manterrà la sua attuale gestione.